# Андрієвська сільська рада (Курманаєвський район)
Андрі́євська сільська рада (рос. Андреевский сельский совет) — сільське поселення у складі Курманаєвського району Оренбурзької області Росії.
Адміністративний центр — село Андрієвка.

## Історія
2013 року ліквідована Байгоровська сільська рада (села Байгоровка, Краснояровка, Федоровка), територія увійшла до складу Андрієвської сільради.

## Населення
Населення — 1349 осіб (2019; 1622 в 2010, 2073 у 2002).

## Склад
До складу сільської ради входять:
| Населений пункт    | Населення, осіб (2002) | Населення, осіб (2010) |
| ------------------ | ---------------------- | ---------------------- |
| Андрієвка, село    | 1252                   | 1054                   |
| Байгоровка, село   | 233                    | 174                    |
| Краснояровка, село | 168                    | 96                     |
| Федоровка, село    | 262                    | 175                    |
| Ферапонтовка, село | 158                    | 123                    |